# 中心体

中心體的簡易圖例

中心体的简易图例

中心体（英語：centrosome）是部分真核细胞的胞器，由两个互相垂直的中心粒构成。中心体是動物細胞中主要的微管组织中心，同时也能够调节細胞週期进程。爱德华·范贝内登于1876年在观察蛔虫的减数分裂时首次发现中心体，并在1888年由特奥多尔·博韦里描述并命名。一般认为，中心体只存在于后生动物的真核细胞中。真菌和植物使用其它种类的微管组织中心结构去组织它们的微管。尽管中心体在动物细胞的有丝分裂中起到了关键的作用，但它并不是必须的。
中心體由兩個正交排列的中心粒組成，被稱為中心粒周围物质（PCM）的無定形蛋白質包圍。 PCM包含負責微管成核和錨定的蛋白質，包括γ-微管蛋白，中心粒周蛋白和Ninein。一般來說，中心體的每個中心粒具有九個微管三聯體，並含有中心体蛋白、外周致密纤维蛋白2和筑丝蛋白。在許多細胞類型中，細胞分化期間中心體被纖毛所取代。然而，一旦細胞開始分裂，則纖毛被中心體再次替代。

## 功能
在細胞週期的前期階段，中心體與核膜相關。在有絲分裂中，核膜破裂，中心體有核的微管可與染色體相互作用以構建有絲分裂主軸。中心粒對也在製造纖毛和鞭毛中發揮核心作用。
中心體在每個細胞週期只複製一次，以便每個子細胞繼承一個中心體，包含兩個稱為中心粒的結構。中心體在細胞週期的S期複制。在細胞分裂過程中的前期稱為有絲分裂，中心體遷移到細胞的相反極點。然後在兩個中心體之間形成有絲分裂紡錘體。分裂後，每個子細胞接受一個中心體。
細胞中的異構體數目與癌症有關。中心體的加倍在兩個方面類似於DNA複製：過程的半保守性質和CDK2作為過程調節劑的作用。但是過程本質上是不同的，因為中心體加倍不會通過模板讀取和組裝而發生。母體中心體只能幫助彌補子體中心體所需的材料。然而，中心粒對於有絲分裂的進展並不是必需的。當激光照射中心粒時，有絲分裂通常正常地以紡錘絲進行。在沒有中心粒的情況下，主軸的微管聚集，形成雙極主軸。許多細胞可以完全經歷間期而沒有中心粒。與中心粒不同，中心體是生物體存活所必需的。沒有中心體的細胞缺乏星狀微管的徑向陣列。它們在主軸定位和在細胞分裂中建立中心定位位點的能力也有缺陷。在這種情況下，中心體的功能是假定的，以確保細胞分裂的保真度，因為它大大提高了效率。當中心體不存在時，一些細胞類型在以下細胞週期停滯。這不是普遍現象。 當線蟲的卵受精時，精子遞送一對中心粒。這些中心粒將形成中心體，其將指導受精卵的第一細胞分裂，並且這將決定其極性。尚不清楚中心體對於極性的影響是需不需要微管。